# Geissorhiza brevituba
Geissorhiza brevituba är en irisväxtart som först beskrevs av Gwendoline Joyce Lewis, och fick sitt nu gällande namn av Peter Goldblatt. Geissorhiza brevituba ingår i släktet Geissorhiza och familjen irisväxter. Inga underarter finns listade i Catalogue of Life.